# Gerd Kobabe

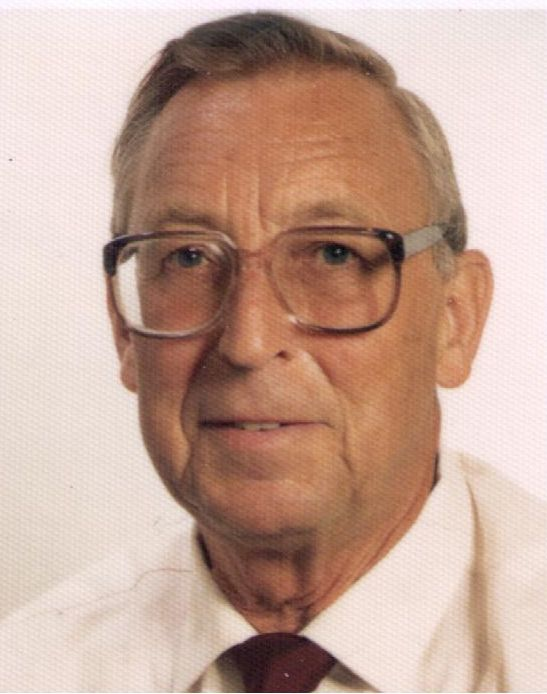
Gerd Kobabe

Gerd Kobabe (* 16. April 1929 in Hamburg) ist ein deutscher Pflanzengenetiker mit Schwerpunkt Gemüse- und Futterpflanzenzüchtung.

## Leben
Gerd Kobabe, Sohn eines Juweliers und Uhrmachers, absolvierte nach seiner 1948 bestandenen Abiturprüfung eine dreijährige gärtnerische Lehre in einer Baumschule und einem Gartenbaubetrieb. Von 1951 bis 1954 studierte er Gartenbauwissenschaften an der Technischen Hochschule Hannover. Dort promovierte er 1958 bei dem Pflanzengenetiker Hermann Kuckuck mit einer Dissertation über entwicklungsgeschichtliche und genetische Untersuchungen an neuen männlich sterilen Mutanten der Küchenzwiebel. Anschließend arbeitete er als Assistent bzw. Oberassistent am Institut für Angewandte Genetik in Hannover-Herrenhausen. 1969 habilitierte er sich dort mit einer grundlegenden Schrift über die Genetik der Speisezwiebel und den Möglichkeiten zur Entwicklung von Hybridsorten.
1970 folgte Kobabe einem Ruf an die Landwirtschaftliche Fakultät der Universität Göttingen. Er übernahm als o. Professor am Institut für Pflanzenbau und Pflanzenzüchtung die Leitung der neugeschaffenen Abteilung für Futterpflanzenzüchtung. Hier wirkte er bis zu seiner Pensionierung im Jahre 1994.

## Forschung und Lehre
Neben seinen langjährigen Untersuchungen zur Genetik der Speisezwiebel gehörten in Hannover Fragen zur männlichen Sterilität bei der Züchtung von Spinat und Schnittlauch zu seinen Forschungsvorhaben. In Göttingen war der Schwerpunkt seiner wissenschaftlichen Tätigkeit die genetische Grundlagenforschung für die praktische Gräserzüchtung. Bei Weidelgräsern beschäftigte er sich mit der Züchtung von Hybridsorten unter Nutzung der männlichen Sterilität.
Kobabe erkannte frühzeitig die zunehmende Bedeutung von Biometrie und Statistik nicht nur für die Pflanzenzüchtung, sondern auch für andere Bereiche der agrarwissenschaftlichen Forschung. Es war vornehmlich sein Verdienst, diese beiden Lehrgebiete durch eigene Vorlesungen und praktische Übungen in die Studienpläne der Landwirtschaftlichen Fakultät der Universität Göttingen zu integrieren. Kobabe ist Mitautor des 1985 erschienenen Lehrbuches "Grundzüge der Pflanzenzüchtung", von dem später auch fremdsprachige Ausgaben erschienen sind.
Von 1988 bis 1996 war Kobabe Fachgutachter der Deutschen Forschungsgemeinschaft und 1992 Mitglied der Expertenkommission der Hochschulrektorenkonferenz zum Ausbau des Hochschulwesens in der Mongolei. Von 1986 bis 1995 gehörte er zu den Mitherausgebern der Zeitschrift "Plant Breeding".

## Wichtige Veröffentlichungen
- Entwicklungsgeschichtliche und genetische Untersuchungen an neuen männlich sterilen Mutanten der Küchenzwiebel (Allium cepa L.), sowie Studien über die Inzuchtwirkung auf mehrere Merkmale einer Inzucht-Heterosis-Züchtung. Diss. Techn. Hochsch. Hannover, Fak. für Gartenbau und Landeskultur 1958 (nur Mikrofilm). – Zugl. in: Zeitschrift für Pflanzenzüchtung Bd. 40, 1958, S. 353–384.
- Küchenzwiebel (Allium cepa L.) (mit Hermann Kuckuck). In: Handbuch der Pflanzenzüchtung, Verlag Paul Parey, Berlin und Hamburg, 2. Aufl., Bd. 6, 1962, S. 270–312.
- Genetische Untersuchungen an der Speisezwiebel (Allium cepa L.) unter besonderer Berücksichtigung der Inzucht-Heterosis-Erscheinungen und des Einflusses zytoplasmatischer Erbfaktoren auf die Eigenschaftsbildung von Hybrid-Sorten. Habil.-Schr. Techn. Univ. Hannover, Fak. für Gartenbau und Landeskultur 1969. – Unter gleichem Titel als Broschüre: Fortschritte der Pflanzenzüchtung H. 1, Verlag Paul Parey, Berlin und Hamburg 1971.
- Grundlagen der Genetik. In: W. Schuster und H. Geidel, Der landwirtschaftlich-technische Assistent. Verlag Eugen Ulmer Stuttgart 1977, S. 163–182.
- Heterosis and Hybrid Seed Production in Fodder Grass. In: Heterosis. Monographs on Theoretical and Applied Genetics Bd. 6, Herausgegeben von R. Frankel. Springer-Verlag Berlin u. Heidelberg 1983, S. 124–137.
- Grundzüge der Pflanzenzüchtung (mit Hermann Kuckuck und Gerhard Wenzel). 5. neubearb. u. erw. Aufl. Verlag de Gruyter Berlin 1985. – Ausgabe in japanischer Sprache 1986, Ausgabe in ungarischer Sprache 1988. – Englischsprachige Ausgabe unter dem Titel Fundamentals of Plant Breeding. Springer-Verlag Berlin 1991; Nachdruck Narosa Publishing House New Delhi 1993.
- Highlights of Plant Breeding in Göttingen. In: Vorträge für Pflanzenzüchtung Bd. 16, 1989, S. 27–30.